# Тріщина заднього проходу
Тріщина заднього проходу, анальна тріщина, тріщина відхідника — лінійний або еліпсоподібний поздовжній розрив (дефект, рана або виразка) слизової оболонки анального каналу людини, що виникає спонтанно, характеризується різким болем під час і після дефекації, епізодично мізерними домішками крові в калі. Є одним із найпоширеніших проктологічних захворювань. За частотою поступається лише геморою
.
Найчастіше тріщина розташовується по середній смузі, по задньому півколу заднього проходу (при положенні хворого на спині). Анальна тріщина може з'явитися в будь-якому віці, але більш характерна для молодих людей. Розвивається найчастіше у жінок молодого і середнього віку. Часто тріщини виникають без видимих причин, але можуть з'являтися і через часту дефекацію, діарею або запори, при проходженні через задній прохід твердого калу або при анальному сексі.

## Класифікація тріщин

### За характером клінічного перебігу
За характером клінічного перебігу розрізняють наступні анальні тріщини:
- Гострі тріщини — зазвичай з'являються після епізоду запору або діареї і самостійно заживають при нормалізації дефекації.
- Хронічні тріщини — присутні більше одного місяця, супроводжуються ознаками хронічного процесу (підняті каллезі краї, оголений м'яз сфінктера, сторожовий горбок, гіпертрофована анальна бахромка).

Гострі тріщини гояться у 40-60 % хворих внаслідок нормалізації калу. Якщо цього не відбувається, вони можуть стати хронічними в результаті формування порочного кола: у відповідь на біль збільшується тонус внутрішнього анального сфінктера, тобто його спазм. Внаслідок підвищеного тиску тріщина «ховається» за складками анального каналу і тому не може очищатися, що, зі свого боку, призводить до запалення, болю і знову-таки посилення спазму сфінктера тощо.

### За локалізацією
За локалізацією розрізняють наступні анальні тріщини:
- Задня тріщина — тріщина, розташована на задній стінці анального каналу.
- Передня тріщина — тріщина, розташована на передній стінці анального каналу.
- «Дзеркальна» тріщина — тріщина, розташована на задній і передній стінках анального каналу.

### За тривалістю існування
За тривалістю існування розрізняють такі анальні тріщини:
- Каллезна тріщина — тривало існуюча тріщина з щільними мозолями.

## Причини виникнення
Етіологія захворювання пов'язана з підвищеним тонусом сфінктера.
Основними причинами виникнення анальних тріщин є:
- Травма слизової оболонки задньопрохідного (анального) каналу, що виникає при проходженні твердих сухих калових мас під час запорів. Тривале розтягування анального каналу призводить до травматичного пошкодження його задньої стінки, особливо у чоловіків. Ця зона анального каналу має анатомічні передумови до утворення тріщин, оскільки тут сходяться м'язи анального жому. У жінок слабким місцем анального каналу є його передня частина, де сходяться вульва, вагіна і центр промежини. Тому тріщини в передній частині анального каналу частіше зустрічаються у жінок. На бічних стінках анального каналу тріщини виникають рідко[4].
- Діарея і запальні процеси аноректальної області[3].
- Пологи (надриви слизової оболонки анального каналу під час потуг і пологів безпосередньо).
- Підняття тягарів (анальний канал може травмуватися через різко збільшений у прямій кишці тиск), надмірне напруження або спазм анального сфінктера, рубцеві або інші процеси[3].
- Пошкодження слизової оболонки заднього проходу предметами ззовні (це можуть бути клізми, різні медичні інструменти, іграшки для дорослих).
- Анальний секс[7].
- Порушення роботи серцево-судинної системи і пов'язані з нею захворювання (застійні явища в області малого таза і прямої кишки, тромбофлебіт, геморой, облітеруючий атеросклероз, аневризми, васкуліти та ін.).
- Хронічні захворювання верхніх відділів шлунково-кишкового тракту (гастрити , холецистити , виразка шлунка, виразка дванадцятипалої кишки).
- Зловживання алкоголем.

та інші.

## Прояви
- Гострий ріжучий біль в задньому проході, зазвичай під час або після дефекації. Біль припиняється після спорожнення прямої кишки, але іноді спазм сфінктера заднього проходу може тривати кілька годин після цього, або бути постійним. При хронічній анальній тріщині біль має тривалий характер, посилюється не тільки після дефекації, але і при тривалому вимушеному положенні. У пацієнтів з'являється такий симптом, як «боязнь дефекації». Пацієнти все частіше починають вдаватися до різних проносних засобів, клізм, стають дратівливими, у них з'являється безсоння[5][3][4].
- Кровотеча із заднього проходу, зазвичай не дуже виражена, у вигляді слідів крові на нижній білизні хворого і туалетному папері, а також на поверхні калу. Однак, при гострій анальній тріщині кровотеча може бути досить сильною і литися струменем, що є небезпечним для життя і може призвести до анемії.
- Сверблячка в області заднього проходу.

## Лікування
Лікування тріщини заднього проходу має на меті досягнення нормального регулярного стільця і зниження тонусу сфінктера.

### Консервативне (нехірургічне) лікування
Консервативне (нехірургічне) лікування показано при гострій анальній тріщині.
Нехірургічні способи лікування анальної тріщини:
- Нормалізація режиму дефекації шляхом включення в раціон хворого їжі, багатої неперетравлюваними харчовими волокнами (клітковиною), застосування засобів, що пом'якшують кал, рясного пиття для того, щоб запобігти запору і стимулювати просування калу по кишечнику . При запорах рекомендовані проносні препарати на основі лактулози — «Дюфалак», «Нормазе», «Прелакс», «Форлакс» і ін. З ректальних супозиторіїв при гострих анальних тріщинах використовують «Анузол», «Неоанузол», «Ультрапрокт». Добре зарекомендувала себе в їх лікуванні мазь «Ауробін».
- Теплі сидячі ванночки протягом 10-20 хвилин кілька разів на день допомагають пацієнту зняти зайву напругу м'язів анального сфінктера і розслабити його, а також забезпечують гігієнічний режим. В окремих випадках потрібне використання спеціальних загоюють кремів.
- Дієтотерапія . Виключити з раціону харчування гострі страви і спеції, а також алкогольні напої . Велику роль в регулюванні стул грає клітковина: варений буряк , курага , чорнослив та інше, вона усуває явища запору і підсилює перистальтику кишечника, щоб розм'якшити калові маси.
- Медикаментозні засоби, що знімають спазм внутрішнього анального сфінктера :
  - 0,2 % нітрогліцериновими мазь місцево (кількість мазі, що міститься на кінчику пальця, наносять на область заднього проходу двічі на день): ймовірність загоєння тріщини протягом 4-8 тижнів — 40-60 %; побічні ефекти: головний біль (зокрема, на початку лікування, може бути вирізана ацетамінофеном), тахікардія . Протипоказаний при прийомі віагри (силденафілу): ризик злоякісної аритмії.
  - 2 % мазь з дилтіаземом або 0,3 % з ніфедипіном: аплікації два або три рази на день на перианальну шкіру; частота лікування така ж як при нітрогліцериновими мазі, менше головний біль, але може викликати більше роздратування.
  - Свічки метилурацила вранці і Натальсід ввечері, а також таблетки метилурацила 4 рази на день після їжі.
  - Ін'єкція ботокса у внутрішній сфінктер: місцева дезінфекція та ін'єкція 10-20 одиниць Ботулінотоксин А (суспензія в 1 мл 0,9 % розчину NaCl) безпосередньо у внутрішній анальний сфінктер на кожну зі сторін (загальна кількість: 20-40 одиниць). Очікувана ймовірність лікування тріщини протягом 6-12 тижнів — 80-85 %.

### Хірургічне лікування
Хірургічне лікування показано при хронічній анальній тріщині. Зазвичай при цьому захворюванні виконують висічення ділянки слизової анального каналу і сфінктеротомію, суть якої полягає в тому, що проводиться розсічення невеликої частини внутрішнього анального сфінктера. Це втручання призводить до розслаблення сфінктера, знімає больовий синдром впродовж декількох днів і створює умови для загоєння. Повне загоєння настає через кілька тижнів. Перетин цієї м'язи зазвичай не призводить до порушення тримання калу і не збільшує перебування хворого в стаціонарі.

## Профілактика
Для запобігання захворюванню і щоб уникнути купівлі різних ліків проти геморою, рекомендують спершу виконати такі поради:
- гігієна заднього проходу;
- після дефекації підмивання холодною водою;
- повна відмова від жирної, борошняної і гострої їжі;
- включення в раціон проносних плодів;
- використання м'якого туалетного паперу;
- після випорожнень застосування марганцевих ванночок.

Тільки фахівець може, з огляду на стан організму пацієнта, ступінь розвитку захворювання, прописати необхідний препарат. Всі ліки мають свої протипоказання, показання, особливий склад. Тому, які з них краще використовувати для лікування, повинен вирішувати тільки фахівець.